# Aspergers syndrom
 "Asperger" omdirigeres hertil. For den østrigske børnelæge, se Hans Asperger.
Aspergers syndrom (AS) eller Aspergers var diagnosen for en underform af autisme. Diagnosen er forkastet af både det amerikanske klassifikationssystem DSM-5 og af det internationale klassifikationssystem ICD-11 på baggrund af den videnskabelige konsens, at man ikke kan underopdele autismen på nuværende tidspunkt. Underopdelingen af autismen blev erstattet med diagnosen autismespektrumsforstyrrelse.
Autisme er en udviklingsdivergens, som giver sig udslag i begrænset social interaktion og ikke-gennemsnitlig udvikling af sprog og kommunikation (især non-verbal) og i repetitive adfærdsmønstre og snævre interesser og fokus. Autister udviser ofte andre, mindre specifikke problemer som overfølsomhed over for sanseindtryk, angst, søvnforstyrrelser, raserianfald og selvskadende adfærd. Diagnosen Asperger adskiller sig fra andre former af autisme ved, at den oftest ikke forstyrrer den sproglige og kognitive udvikling, selv om sprogbrug hos dem med AS kan inkludere betydelige anormaliteter. Selv om det ikke er nødvendigt til diagnosticering, er fysisk klodsethed og atypisk sprogbrug ofte rapporteret som ledsagesymptom for syndromet.

## Klassifikation
Det er uklart i hvor høj grad Aspergers syndrom og autisme uden ledsagelse af intellektuel handicap overlapper. Måden, hvorpå autismespektrum-forstyrrelser klassificeres, er i nogen grad et resultat af, hvordan autisme blev opdaget og reflekterer ikke nødvendigvis spektrets sande natur. Fra begyndelsen har metodologiske problemer stillet spørgsmålstegn ved, hvorvidt Aspergers syndrom er en meningsfuld diagnose. I den femte udgave af Diagnostic and Statistical Manual of Mental Disorders (DSM-5), offentliggjort i maj 2013, blev Aspergers syndrom elimineret som særskilt diagnose og i stedet lagt ind under diagnosen "autismespektrum-forstyrrelse". Ligesom diagnosen Aspergers syndrom var ændringen også kontroversiel, og Aspergers syndrom blev ikke fjernet fra WHO's liste ICD-10.
World Health Organization (WHO) definerer Aspergers syndrom (AS) som en del af autismespektrum-forstyrrelser (ASF) eller gennemgribende udviklingsforstyrrelser, som begge er et spektrum af psykologiske tilstande, der er karakteriseret ved abnormiteter i social interaktion og kommunikation, der gennemsyrer den enkeltes funktion og ofte følges af begrænsede og gentagne interesser og adfærd. Ligesom andre psykologiske udviklingslidelser på det autistiske spektrum begynder det i barndommen og har en fast kurs med svækkelser af tendenserne i voksenalderen i takt med modningsrelaterede ændringer i forskellige systemer i hjernen. Autismespektrum-forstyrrelser er til gengæld en del af den bredere autismefænotype, som beskriver personer, som måske ikke har autisme men har autistisk-lignende træk som socialt underskud. Af de øvrige fire former på autismespektret er autisme den diagnose, der mest ligner Aspergers syndrom i tegn og sandsynlige årsager. Dog indeholder autisme-diagnosens kriterier forringet kommunikation og tillader forsinkelse i kognitiv udvikling; Retts syndrom og disintegrativ forstyrrelse i barndommen deler flere tegn med autisme men kan have uafhængige årsager og er diagnosticeret som en uspecificeret, gennemgribende udviklingsforstyrrelse, når kriterierne for en mere specifik lidelse er uopfyldt.

## Kendetegn
Som alle gennemgribende udviklingsforstyrrelser er Aspergers syndrom karakteriseret ved et mønster af symptomer snarere end et enkelt symptom. De er kendetegnet ved forringelse i social interaktion, ved stereotype og begrænsede mønstre af adfærd, aktiviteter og interesser og fravær af en klinisk signifikant forsinkelse i den kognitive udvikling eller generel forsinkelse i udvikling af sprog. Intens optagethed af begrænsede emner, ensidig informationsmængde, begrænset prosodi (tonehøjde og trykfordeling) i talesproget og fysisk klodsethed er typiske symptomer for tilstanden men er ikke nødvendige til diagnosticering.

### Social interaktion
Personer med Aspergers syndrom oplever vanskeligheder med grundlæggende elementer af socialt samspil med andre mennesker, som kan omfatte en manglende udvikling af venskaber, manglende søgen af fælles oplevelser eller resultater med andre, manglende evne til at opfatte andre menneskers følelsesmæssige og sociale behov og nedsat nonverbal adfærd på områder såsom øjenkontakt, ansigtsudtryk og kropsholdning.
Mennesker med Aspergers syndrom er oftest ikke lige så tilbageholdende og indelukkede omkring andre end dem, som lider af mere invaliderende former for autisme; de nærmer sig andre, selv om det ofte er på en akavet måde. For eksempel kan en person med Aspergers syndrom indgå i en ensidig, langtrukken tale om et favoritemne, samtidig med at de misforstår eller ikke anerkender lytterens følelser eller reaktioner som et ønske om at ændre emnet eller afslutte interaktionen. Denne manglende evne til at reagere hensigtsmæssigt på social interaktion kan ses som foragt for andres følelser og kan opfattes som uhøflig eller ufølsom. Ikke alle med Aspergers syndrom vil imidlertid henvende sig til andre. Nogle af dem kan endda vise selektiv mutisme (undlader at tale i visse sociale situationer), taler slet ikke med de fleste og overdrevent til bestemte personer. Nogle kan vælge kun at tale med folk, som de kan lide, eller som deler deres egne specifikke interesser.
På grund af deres gode kognitive evner kan børn med Aspergers syndrom ofte have mulighed for at formulere sociale normer i laboratorieforsøg, hvor de kan vise en teoretisk forståelse af andre menneskers følelser, men de har typisk svært ved at bruge den viden i virkelige situationer. Mennesker med Aspergers syndrom kan analysere og destillere deres observationer af social interaktion i stive adfærdsmæssige retningslinjer og anvende det på akavede måder som tvungen øjenkontakt. Det resulterer i en opførsel, der oftest ses som stiv eller socialt naiv. Barndommens ønske om kammeratskab kan forsvinde eller blive bedøvet efter mislykkede sociale oplevelser.
Hypotesen, om at personer med Aspergers syndrom oftere er involveret i voldelig eller kriminel adfærd, er blevet undersøgt og understøttes ikke af data. Faktisk tyder de fleste data på, at børn med Aspergers syndrom oftest er ofre end udøvere. En evaluering fra 2008 viste, at et overvældende antal af indberettede voldelige kriminelle med Aspergers syndrom havde sameksisterende psykiatriske lidelser såsom skizoaffektiv lidelse.

### Begrænsede og gentagne interesser og adfærd
Mennesker med Aspergers syndrom udviser ofte adfærd, interesser og aktiviteter, der er begrænsede, gentagne og nogle gange unormalt intense eller fokuserede. De kan holde sig til ufleksible rutiner, bevæge sig på stereotype og gentagende måder eller fokusere ensidigt på de dele af et emne, som interesserer dem.
Udøvelse af specifikke og snævre interesser er et af de mest slående træk af Aspergers syndrom. Personer med Aspergers syndrom kan indsamle store mængder af detaljerede oplysninger om et relativt begrænset emne som vejret eller stjernenavne uden nødvendigvis at have en reel forståelse af det bredere emne. Denne adfærd er normalt tydelig efter alderen 5 eller 6. Selv om disse særlige interesser kan ændre sig, er de typisk mere usædvanlige og snævert fokuserede, og dominerer ofte social interaktion så meget, at hele familien kan blive påvirket. Da smalle emner ofte fanger børns interesse, er dette symptom ofte uopdaget.
Stereotyp og gentagen motorisk adfærd er en central del af diagnosen Aspergers syndrom som andre diagnoser på autismespektret. Disse omfatter flagrende eller vridende håndbevægelser og komplekse bevægelser af hele kroppen. De gentages typisk i længere udbrud og synes mere frivillig eller rituel end tics, som normalt er hurtigere, mindre rytmisk og sjældnere symmetrisk. Ifølge den diagnostiske test Adult Aspergers Assessment (AAA) er en manglende interesse for fiktion og en positiv præference for fakta udbredt blandt voksne med Aspergers syndrom.

### Tale og sprog
Selv om personer med Aspergers syndrom erhverver sprogkundskaber uden væsentlig forsinkelse, udviser deres talesprog typisk betydelige abnormiteter, og sprogtilegnelse og anvendelse er ofte atypisk. Abnormiteter omfatter informationsmængde (enten mere eller mindre end forventet i en given kontekst), bratte overgange mellem sætninger og emner, bogstavelige fortolkninger og misforståelse af nuancer, brug af metaforer, som kun giver mening til taleren, underskud af lydmæssig-opfattelsesevne, usædvanligt pedantisk (går op i små detaljer), formel eller idiosynkratisk tale, og mærkværdigheder i lydstyrke, tonefald, sprogmelodi/prosodi (trykfordeling og tonehøjde) og rytme. Ekkolali er også blevet observeret i individer med Aspergers syndrom.
Tre aspekter af kommunikationsmønstret er af klinisk interesse: fattig prosodi, omstændelig tale og markant informationsmængde. Selv om bøjning og intonation kan være mindre stiv eller monoton end i klassisk autisme, har folk med Aspergers syndrom ofte begrænsede intonationer: Talen kan være usædvanlig hurtig, rykvis eller høj. Talen kan mangle sammenhæng; samtalestilen omfatter ofte monologer om emner, som kan kede partneren, undlader at give kontekst for kommentarer eller undlader at undertrykke interne tanker. Personer med Aspergers syndrom kan ikke opfatte, om lytteren er interesseret og engageret i samtalen eller ej. Taleren når måske aldrig sin konklusion, og forsøg fra lytteren på at uddybe talens indhold, logik eller at skifte til relaterede emner, er ofte forgæves.
Børn med Aspergers syndrom kan have et usædvanlig sofistikeret ordforråd i en ung alder men samtidigt have svært ved at forstå billedsprog og have en tendens til at bruge sproget bogstaveligt. Børn med Aspergers syndrom synes at have særlige svagheder i områder med sprog, som ikke er bogstaveligt ment, som omfatter humor, ironi, drilleri og sarkasme. Selv om personer med Aspergers syndrom som regel forstår det kognitive grundlag for humor, synes de at mangle forståelsen for, at hensigten med humor er at dele nydelse med andre. Trods stærke beviser for nedsat påskønnelse af humor, synes anekdotiske beretninger om humor hos personer med Aspergers syndrom at udfordre nogle psykologiske teorier om Aspergers syndrom og autisme.

### Motorisk og sensorisk opfattelse
Personer med Aspergers syndrom kan have tegn eller symptomer, der er uafhængige af diagnosen men kan påvirke den enkelte eller hele deres familie. Fx forskelle i opfattelse og problemer med motorik, søvn og følelser.
Personer med Aspergers syndrom har ofte fremragende auditiv og visuel opfattelse. Børn med autismespektrumforstyrrelser har ofte demonstreret forbedret opfattelse af små ændringer i mønstre som arrangering af genstande eller velkendte billeder; typisk er det emnespecifikt og indebærer behandling af finkornede funktioner. I forhold til personer med højtfungerende autisme har personer med Aspergers syndrom underskud i nogle opgaver, som involverer visuel-rumlig perception, auditiv perception eller visuel hukommelse. Mange beretninger fra personer med Aspergers syndrom og autismespektrumforstyrrelser rapporterer andre usædvanlige sensoriske og perceptuelle færdigheder og erfaringer. De kan være usædvanligt følsomme eller ufølsomme over for lyde, lys og andre former for stimuli; disse sansemæssige reaktioner findes i andre udviklingsforstyrrelser og er ikke specifikke for Aspergers syndrom eller autismespektrumforstyrrelser.
Hans Aspergers indledende beretninger og andre diagnostiske ordninger indeholder beskrivelser af fysisk klodsethed. Børn med Aspergers syndrom kan være forsinkede i erhvervelsen af færdigheder, der kræver motorik, som at køre på cykel eller åbne et låg og kan synes at bevæge sig akavet eller at føle "utilpas i deres egen krop". De kan have dårlig koordination eller have en unormal eller hoppende gangart eller arbejdsstillinger, dårlig håndskrift eller problemer med visuel-motorisk integration. De kan vise problemer med proprioception (følelse af kropsstilling) ved måling af Dyspraksi (motoriskplanlægnings-forstyrrelse), balance, og finger-tommelfinger anbringelsen. Der er ingen beviser for, at disse motoriske færdighedsproblemer for Aspergers syndrom er forskellige fra andre højtfungerende autismespektrum-forstyrrelser.
Børn med AS kan have søvnproblemer herunder svært ved at falde i søvn, hyppige natlige opvågninger og tidlig morgenopvågninger. Aspergers syndrom er også forbundet med høje niveauer af aleksitymi (svært ved at identificere og beskrive sine følelser.) Selv om Aspergers syndrom er forbundet med lavere søvnkvalitet og aleksitymi, er årsagssammenhængen for disse symptomer uklar.

## Årsager
Hans Asperger beskrev tilsvarende symptomer hos patienternes familiemedlemmer, især fædrene, og forskning understøtter denne observation og foreslår et genetisk bidrag til Aspergers syndrom. Selv om ingen specifikke gener er identificeret endnu, menes flere faktorer at spille en rolle for, hvordan autisme kommer til udtryk i betragtning af den fænotypiske variation, som ses hos børn med Aspergers syndrom. Beviset for en genetisk sammenhæng er tendensen til, at Aspergers syndrom oftest forekommer i familier, og at der er observeret en højere forekomst af familiemedlemmer, som har adfærdsmæssige symptomer, der ligner Aspergers syndrom men i en mere begrænset form (fx små problemer med social interaktion, sprog eller læsning).
Estimater af arveligheden af autismespektrum-forstyrrelser er kendt via tvillingeforskning, hvor forskellige undersøgelser af enæggede tvillinger (monozygote) har kunnet diagnosticere begge tvillinger til at ligge på autismespektret i gennemsnitlig 95,7 % af tilfældene. Tilsvarende er strikt defineret autisme med intellektuelt handicap blevet målt til at være til stede i begge enæggede tvillinger i 43,75 % af tilfældene i en undersøgelse fra 2004. For almindelige søskende, som modsæt enæggede tvillinger ikke er genetisk ens, finder man væsentligt sjældnere, at de begge rammer kriterierne for en diagnose for autisme eller en placering på autismespektret. For eksempel fandt en undersøgelse, at i kun 2,9 % af tilfældene kunne begge søskende blive givet en autisme-diagnose, imens en diagnose af en placering på autismespektret fandtes i begge søskende i mellem 12,4 % og 20,4 % af tilfældene afhængigt af hvor bred en definition af autismespektret, man testede.
Det meste forskning tyder på, at alle autismespektrum-forstyrrelser har delte genetiske mekanismer, men Aspergers syndrom kan have en stærkere genetisk komponent end autisme. Der er formentlig en fælles gruppe af gener, hvor bestemte alleler gør en person sårbar over for at udvikle Aspergers syndrom; hvis dette er tilfældet, vil den særlige kombination af alleler bestemme omfanget og symptomerne for hver person med Aspergers syndrom.
Enkelte sager om autismespektret har været knyttet til udsættelse for teratogener (stoffer, som forårsager fosterskader) i løbet af de første otte uger fra undfangelsen. Selvom dette ikke udelukker sandsynligheden for, at autismespektrum-forstyrrelser kan begynde eller ramme senere, er der stærk dokumentation for, at de opstår meget tidligt i udviklingen. Neuroanatomiske undersøgelser og forbindelserne med teratogener tyder stærkt på, at mekanismerne bag Aspergers syndrom omfatter ændringer af hjernens udvikling hurtigt efter undfangelsen. Unormal migration af embryonale celler under fosterudviklingen kan påvirke den endelige struktur af hjernen, hvilket resulterer i ændringer i de neurale kredsløb, der kontrollerer tanke og adfærd. Flere teorier om mekanismen er til rådighed; ingen vil sandsynligvis give en fuldstændig forklaring. Mange miljømæssige faktorer er blevet foreslået som muligt ætiologisk agens efter fødslen, men ingen er blevet bekræftet af videnskabelige undersøgelser.
Aspergers syndrom synes at være resultatet af udviklingsfaktorer, der påvirker mange eller alle funktionelle hjernesystemer, i modsætning til kun enkelte dele af hjernen. Selvom de specifikke fundamenter eller faktorer for Aspergers syndrom, som adskiller det fra andre autismespektrum-forstyrrelser, er ukendte, og ingen fælles patologi for individer med Aspergers syndrom er fundet, er det stadig muligt, at Aspergers syndroms mekanismer er adskilt fra andre autismespektrum-forstyrrelser.
Teorien om spejlneuronssystemet antager, at ændringer i udviklingen af spejlneuroner forstyrrer imitation og fører til Aspergers kerneelement, som er social forringelse. For eksempel viste en enkelt undersøgelse, at aktiveringen af kredsløbene relateret til imitation er forsinket i personer med Aspergers syndrom. Denne teori svarer godt til andre teorier om sociale kognition som theory of mind, der antager, at autistisk adfærd skyldes en begrænset evnen til at tillægge sig selv og andre mentale tilstande.

## Diagnose
Standardkriterierne for diagnosen kræver forringelse af social interaktion og gentagne og stereotype adfærdsmønstre, aktiviteter og interesser uden væsentlig forsinkelse i sprog eller kognitive udvikling. I modsætning til den internationale standard, kræver DSM-IV-TR kriterier også en betydelig forringelse i dag-til-dag funktion; DSM-5 eliminerede Aspergers syndrom som en særskilt diagnose i 2013 og lagde den ind som en del af autismespektrum-forstyrrelser. Andre diagnostiske kriterier er foreslået af Szatmári et al. (1989) og Gillberg og Gillberg (1989).
Diagnosen er almindeligvis givet i alderen mellem fire og 11. En omfattende vurdering indebærer typisk et tværfagligt hold, som observerer på tværs af flere omstændigheder og omfatter neurologisk og genetisk vurdering samt test for kognition, psykomotorisk funktion, verbale og nonverbale styrker og svagheder, indlæringsstil og færdigheder til at føre et uafhængigt liv. Forsinket eller forkert diagnose kan være traumatisk for enkeltpersoner og familier; for eksempel kan en fejldiagnose føre til brug af medikamenter, som forværrer adfærd. Mange børn med Aspergers syndrom er først fejldiagnosticeret med ADHD. Diagnosticering af voksne er mere udfordrende, da de diagnostiske kriterier er designet til børn. Aspergers syndroms udtryk ændrer sig med alderen; og voksendiagnose kræver grundig, klinisk undersøgelse og en stor mængde viden om sygehistorie fra både den enkelte og andre folk, der kender personen og viden, som er fokuseret på barndommens adfærd. Forhold, der skal overvejes ved en diagnose, omfatter andre autismespektrum-forstyrrelser, skizofreni-spektret, ADHD, OCD, depression, semantisk pragmatisk lidelse, nonverbal learning disorder, Tourettes syndrom, bipolar lidelse og social-kognitive begrænsninger grundet hjerneskade fra alkoholmisbrug.
Under- og overdiagnosticering er et problem. Omkostningerne og vanskelighederne ved screening og vurdering kan forsinke diagnosen. Omvendt har den stigende popularitet af behandlingsmuligheder via narkotika og udvidelsen af fordele motiveret udbydere til, at overdiagnosticere autismespektrum-forstyrrelser. Der er tegn på, at Aspergers syndrom er blevet diagnosticeret oftere i de seneste år som en diagnose for børn med normal intelligens, som ikke er autistiske men har sociale vanskeligheder.
Der er tvivl om den eksterne gyldighed af diagnosen Aspergers syndrom. Det vil sige, at det er uklart, om der er en praktisk fordel ved at skelne Aspergers syndrom fra højtfungerende autisme og fra GUU; det samme barn kan modtage forskellige diagnoser afhængigt af screeningsværktøjet. Debatten om at skelne Aspergers syndrom fra højtfungerende autisme skyldes dels et tautologisk dilemma, hvor forstyrrelser er defineret baseret på omfanget af begrænsningerne på individet således at undersøgelser, der synes at bekræfte forskelle baseret på omfanget, kan forventes.

## Screening
Forældre til børn med Aspergers syndrom kan typisk spore forskelle i deres børns udvikling så tidligt som 30 måneder. Udviklingsmæssig screening under en rutinemæssig kontrol af en praktiserende læge eller børnelæge kan identificere tegn, der berettiger yderligere undersøgelser. Diagnosticering af Aspergers syndrom kompliceres af anvendelse af flere forskellige screeningsinstrumenter, herunder Aspergers Syndrom Diagnostic Scale (ASDS), Autism Spectrum Screening Questionnaire (ASSQ), Childhood Autism Spectrum Test (CAST) (tidligere kaldet Childhood Asperger Syndrom Test), Gilliam Asperger's disorder scale (GADS), Krug Asperger's Disorder Index (KADI), og Autism-spectrum quotient (AQ; med versioner til børn, unge og voksne). Ingen har vist sig pålideligt at kunne skelne i mellem Aspergers syndrom og andre autismespektrum-forstyrrelser.

## Behandling
Behandlinger af Aspergers syndrom er oftest fokuseret på at forsøge at kontrollere lidelsessymptomerne og give undervisning i alderssvarende kommunikations- og faglige færdigheder, der ikke er erhvervet under udvikling. Behandling er tilpasset de specifikke behov, som typisk er bestemt via en tværfaglig vurdering af både en læge og psykolog. Selvom der er sket fremskridt, er data til at støtte effektiviteten af bestemte indgreb begrænset.

### Terapi
Den ideelle behandling af Aspergers syndrom koordinerer terapier, som adresserer centrale symptomer på sygdommen som dårlige kommunikationsevner og rutiner. Mens de fleste fagfolk er enige om jo tidligere intervention jo bedre, er der ingen perfekt behandlingspakke. Behandlinger af Aspergers syndrom ligner behandlingerne af andre højtfungerende autismespektrum-forstyrrelser bortset fra, at behandlingen tager hensyn til de sproglige evner, verbale styrker og nonverbale sårbarheder i personer med Aspergers syndrom. Et typisk program omfatter generelt:
- Træning af sociale evner med henblik på mere effektiv mellemmenneskelige interaktion[67]
- Kognitiv adfærdsterapi for at forbedre stresshåndtering vedrørende angst eller eksplosive følelser[68] og til at skære ned på obsessive interesser og gentagne rutiner
- Medicin for samtidige tilstande såsom depression og angst[69]
- Ergoterapi eller fysioterapi for at hjælpe med dårlig sanseintegration og motorik
- Kommunikationsindgreb i form af specialiseret taleterapi for at afhjælpe problemerne med normal samtale[70]
- Adfærdsstøtte, som omfatter uddannelse, hjælp til forældre og skole i adfærdskontrolstrategier til brug i hjemmet og i skolen

Af de mange undersøgelser af tidlige, adfærdsbaserede interventionsprogrammer er de fleste rapporter om max fem deltagere og om et par adfærds-problemer (som at gøre skade på sig selv, aggression, stereotypier eller spontant sprog).
Utilsigtede bivirkninger er stort set ignoreret. På trods af populariteten af social-færdighedstræning er dets virkning ikke fast etableret. En kontrolleret undersøgelse af en model for uddannelse af forældre i problemadfærd hos deres børn med Aspergers syndrom viste, at forældrenes deltagelse i et en-dags program eller seks individuelle lektioner mindskede adfærdsmæssige problemer, mens forældrene, som modtog de enkelte lektioner, rapporterede mindre intense, adfærdsmæssige problemer i deres børn med Aspergers syndrom. Træning er vigtigt for at lære jobsamtaleetikette og adfærd på arbejdspladsen til ældre børn og voksne med Aspergers syndrom.

### Medicinering
Ingen medicin behandler direkte de centrale symptomer af Aspergers syndrom. Selv om forskning i effekten af farmaceutisk intervention på Aspergers syndrom er begrænset, er det vigtigt at diagnosticere og behandle komorbide tilstande. Underskud i selvidentificerende følelser eller i evnen til at observere effekten af ens adfærd på andre kan gøre det vanskeligt for personer med Aspergers syndrom at se, hvorfor medicin kan være hensigtsmæssig. Medicin kan være effektiv i kombination med adfærdsmæssig intervention og behandling af samtidige tendenser som angst, depression, uopmærksomhed og aggression. De antipsykotiske lægemidler risperidon og olanzapin har vist sig at reducere tilknyttede symptomer på Aspergers syndrom; risperidon har i nogle tilfælde mindsket gentagende og selvskadende adfærd, aggressive udbrud og impulsivitet og stereotype adfærdsmønstre. Selektive serotoningenoptagshæmmere (SSRI) som fluoxetin, fluvoxamin og sertralin har i nogle tilfælde mindsket begrænsede interesser og gentagen adfærd.
Der skal udvises forsigtighed med medicin, hvis bivirkninger kan være mere almindelige og sværere at vurdere hos dem med Aspergers syndrom, og undersøgelser af effektiviteten af stoffer mod samtidige tendenser undgår oftest personer med autismespektrum-forstyrrelser. Abnormaliteter i stofskiftet og en øget risiko for type 2-diabetes er nævnt som en bekymring ved disse medikamenter sammen med mere alvorlige langsigtede neurologiske bivirkninger. SSRI kan føre til manifestationer af adfærdsmæssig aktivitet såsom øget impulsivitet, aggression og søvnforstyrrelser. Vægtforøgelse og træthed er almindeligt rapporterede bivirkninger af risperidon, som også kan føre til en øget risiko for symptomer som rastløshed, dystoni og øget niveau af prolaktin. Sedering og vægtforøgelse er mere almindelige for olanzapin, som er også blevet forbundet med diabetes. Sedative bivirkninger hos børn i skolealderen har en negativ effekt på indlæring. Personer med Aspergers syndrom kan være ude af stand til at identificere og kommunikere deres humør og følelser eller til at tåle bivirkninger, som for de fleste andre ikke er problematiske.

## Prognose
Der er tegn på, at børn med Aspergers syndrom kan se en mindskelse af symptomerne; op til 20 % af børn opfylder ikke længere de diagnostiske kriterier som voksne, selvom sociale og kommunikationsvanskeligheder kan vare ved. Personer med Aspergers syndrom synes at have en normal levetid men har en øget forekomst af samtidigt eksisterende psykiatriske tilstande såsom depression og angst, som kan have stor indflydelse på prognosen. Selv om social svækkelse kan være livsvarig, er resultatet generelt mere positivt end for andre med mere gennemgribende autismespektrum-forstyrrelser; symptomerne fra autismespektrum-forstyrrelser er mere tilbøjelige til at aftage med tiden hos børn med Aspergers syndrom eller højtfungerende autisme. De fleste studerende med Aspergers syndrom/højtfungerende autisme har gennemsnitlige matematiske evner og tester lidt dårligere i matematik end i generel intelligens, men nogle er begavede inden for matematik, og Aspergers syndrom har ikke forhindret enkelte voksne i at opnå store anderkendelser. Således vandt Vernon L. Smith Nobelprisen i økonomi.
Selv om mange modtager regelmæssig uddannelse, kan nogle børn med Aspergers syndrom have behov for specialundervisning på grund af deres sociale og adfærdsmæssige vanskeligheder. Unge med Aspergers syndrom kan udvise løbende problemer med egenomsorg eller organisation og uro i sociale og romantiske relationer. Trods højt kognitivt potentiale forbliver de fleste hjemmeboende som singler, men enkelte ender dog med at gifte sig og arbejde selvstændigt. Anderledesheden, unge oplever, kan være traumatisk. Angst kan skyldes overtrædelser af rutiner og ritualer lige fra at blive placeret i en situation uden en klar tidsplan eller forventninger til frygt for social interaktion; den resulterende stress kan manifestere sig som uopmærksomhed, tilbagetrækning, afhængighed af tvangstanker, hyperaktivitet eller aggressiv eller trodsig adfærd. Depression er ofte et resultat af kronisk frustration forårsaget af gentagen mangel på at engagere andre socialt samt humørsvingninger, der kræver behandling. Kliniske erfaringer viser, at antallet af selvmord kan være højere blandt dem med Aspergers syndrom, men det er ikke bekræftet af empiriske undersøgelser.
Det er af betydning at hjælpe familien med at forstå styrker og svagheder, så den kan medvirke til at forbedre barnets resultater i livet. Prognosen kan forbedres ved en diagnose i en yngre alder, der giver mulighed for tidlig indgriben. Intervention i voksenalderen er værdifuld men mindre gavnlig. Der er juridiske konsekvenser for personer med Aspergers syndrom, da de risikerer at blive udnyttet af andre og kan være ude af stand til at forstå de samfundsmæssige konsekvenser af deres handlinger.

## Epidemiologi
Prævalensskøn varierer enormt. En gennemgang fra 2003 af epidemiologiske undersøgelser af børn fandt, at autismeprævalensen spænder fra 0,03 til 4,84 per 1000, mens forholdet mellem autisme og Aspergers syndrom spænder fra 1,5:1 til 16:1; kombineres gennemsnits-forholdet 5:1 med et konservativt prævalensskøn for autisme på 1,3 per 1.000 antydes det indirekte, at forekomsten af Aspergers syndrom kan være omkring 0,26 per 1.000. En del af variationen i estimater skyldes forskelle i diagnostiske kriterier. For eksempel fandt en relativt lille undersøgelse fra 2007 af 5484 otteårige børn i Finland, at 2,9 børn per 1000 opfyldte ICD-10 kriterierne for en Aspergers syndrom diagnose, 2,7 per 1.000 for Gillberg og Gillberg kriterier, 2,5 for DSM-IV, 1.6 for Szatmári et al. (1989), og 4,3 per 1.000 for kombinationen af de fire kriterier. Drenge synes at være mere tilbøjelige til at have Aspergers syndrom end piger; estimater af kønsfordelingen spænder fra 1,6:1 til 4:1 efter Gillberg og Gillbergs kriterier.
Angst og depression er de mest almindelige tendenser, som ses på samme tid; komorbiditet af dem hos personer med Aspergers syndrom anslås til 65 %. En undersøgelse af mænd med Aspergers syndrom fandt en øget frekvens af epilepsi og en høj (51 %) af NLD. Aspergers syndrom er forbundet med tics, Tourettes syndrom og bipolar lidelse, og den repetitive adfærd af Aspergers syndrom har mange ligheder med symptomerne af obsessiv-kompulsiv tilstand. Men mange af disse undersøgelser er baseret på kliniske prøver eller har manglende standardiserede foranstaltninger; ikke desto mindre er samtidigt tilstedeværende tendenser forholdsvis almindeligt.

## Historie
Syndromet er opkaldt efter den østrigske børnelæge Hans Asperger (1906-1980) og er en ny diagnose inden for autismespektrum-forstyrrelser. Som barn synes Asperger selv at have udvist adfærd meget som syndromet opkaldt efter ham som en lukket personlighed. I 1944 beskrev Asperger i sin praksis fire børn, der havde svært ved at integrere sig socialt. Børnene manglede nonverbale kommunikationsevner, kunne ikke udvise empati for deres jævnaldrende og var klodsede. Asperger kaldte tilstanden "autistisk psykopati" og beskrev den som en tilstand primært præget af social isolation. Halvtreds år senere blev der foreslået flere standardiseringer af Aspergers syndrom som en diagnose, hvoraf mange varierede væsentligt fra Aspergers originale arbejde.
I modsætning til dagens Aspergers syndrom kunne autistisk psykopati findes i alle intelligensniveauer, herunder dem med intellektuelle handicap. I forbindelse med den nazistiske racehygiejnepolitik med sterilisering og aflivning af sociale afvigere og psykisk handicappede, forsvarede Asperger lidenskabeligt værdien af autister og skrev: "Vi er overbeviste om, at autister har deres plads i organismen, som er det sociale fællesskab. De opfylder deres rolle godt, måske bedre end nogen anden kunne, og vi taler om mennesker, der som børn har haft de største vanskeligheder og medført umådelige bekymringer for deres omsorgsgivere." Asperger kaldte også sine unge patienter "små professorer" og troede nogle ville være i stand til exceptionel præstation og originale tanker senere i livet. Hans undersøgelse blev offentliggjort i løbet af 2. verdenskrig og på tysk, så den blev ikke læst meget i andre lande i den periode.
Lorna Wing udbredte udtrykket Asperger syndrome i engelsktalende medicinske kredse i en publikation udgivet af hende selv i 1981 via en række undersøgelser af børn, som viste lignende symptomer, og Uta Frith oversatte Hans Aspergers undersøgelse til engelsk i 1991. Et sæt af diagnostiske kriterier blev skitseret af Gillberg og Gillberg i 1989 og af Szatmári et al. samme år. Aspergers syndrom blev en standarddiagnose i 1992, da den blev indført i den tiende udgave af World Health Organizations diagnostiske manual, International Classification of Diseases (ICD-10); i 1994, blev den tilføjet til den fjerde udgave af American Psychiatric Associations diagnostiske liste, Diagnostic and Statistical Manual of Mental Disorders (DSM-IV).
Hundredvis af bøger, artikler og hjemmesider beskriver Aspergers syndrom, og prævalensskøn er steget dramatisk for autismespektret, hvor Aspergers syndrom er anerkendt som en vigtig undergruppe. Om det skal ses som forskelligt fra højtfungerende autisme er et grundlæggende spørgsmål, der kræver yderligere undersøgelse, og der er spørgsmål om empirisk validering af DSM-IV og ICD-10 kriterier. I 2013 eliminerede DSM-5 Aspergers syndrom som en særskilt diagnose og lagde det ind i autismespektret på en sværhedsgradsskala.

## Samfund og kultur
De, som identificerer sig med Aspergers syndrom, kan referere til sig selv i afslappet form som aspier (et udtryk først brugt på tryk af Liane Holliday Willey i 1999). Ordet neurotypisk (forkortet NT) beskriver en person, hvis neurologiske udvikling er typisk og er ofte brugt til at henvise til ikke-autistiske mennesker. Internettet har gjort det muligt for personer med Aspergers syndrom at kommunikere og fejre forskellene med hinanden på en måde, der ikke tidligere var mulig på grund af deres sjældenhed og geografiske spredning.
Nogle autister har argumenteret for et skift i opfattelsen af autismespektrum-forstyrrelser fra at være komplekse syndromer, snarere end sygdomme der skal helbredes. Fortalere for dette synspunkt afviser forestillingen om, at der er en "ideal" hjernekonfiguration, og at enhver afvigelse fra normen er patologisk; de fremmer tolerancen for, hvad de kalder neurologisk forskellighed. Disse synspunkter er grundlaget for bevægelser for autistiske rettigheder og autistisk stolthed. Der er oftest en kontrast mellem holdningen hos voksne med selv-identificeret Aspergers syndrom, som typisk ikke ønsker at blive helbredt og er stolte af deres identitet, og forældre til børn med Aspergers syndrom som typisk søger hjælp og helbredelse af deres børn. Dertil har nogle forskere hævdet, at Aspergers syndrom kan ses som en anden form for kognitiv funktion, frem for en sygdom eller et handicap, og at det bør fjernes fra diagnostiske lister ihukommende det faktum, at homoseksualitet blev fjernet.
Overordnet set arbejder forskellige organisationer både nationalt og internationalt for at sikre gode forhold for mennesker med autisme, rådgive og vejlede omkring rettigheder og praktiske spørgsmål, afholde kurser og konferencer etc. I Danmark sker dette primært i Landsforeningen Autisme og i Autisme- og Aspergerforeningen.